# Николаос Пиндос
Николаос Пиндос (на гръцки: Νικόλαος Πίνδος) е гръцки богослов, дипломат и революционер, деец на гръцката въоръжена пропаганда в Македония.

## Биография
Пиндос е роден в 1881 година в костурското влашко село Клисура, тогава в Османската империя, днес в Гърция. Учи в Халкинската семинария, а по-късно в Търговската академия във Виена. Връща се в Клисура и се включва активно в дейността на гръцката въоръжена пропаганда. През декември 1904 година става член на гръцкия революционен комитет в Клисура начело с Йоанис Аргиропулос.
По-късно заминава като вицеконсул в гръцкото консулство в Солун. Заема същата длъжност и в Дрезден, Германия. Участва в Балканските войни. Умира в 1974 година.